# S/2003 J 9
S/2003 J 9 este un satelit retrograd neregulat al lui Jupiter . A fost descoperit de o echipă de astronomi de la Universitatea din Hawaii condusă de Scott S. Sheppard⁠(d) în 2003. 
S/2003 J 9 are aproximativ 1 kilometru în diametru și orbitează în jurul lui Jupiter la o distanță medie de 0.162 AU (24,200,000 km) în 767.60 zile, la o înclinație de 166.3° față de ecliptică (166° față de ecuatorul lui Jupiter), în sens retrograd și cu o excentricitate de 0,17.
Aparține grupului Carme, alcătuit din sateliți retrograzi neregulați care orbitează în jurul lui Jupiter la o distanță cuprinsă între 23 și 24 Gm și la o înclinație de aproximativ 165°.

Acest satelit a fost odată considerat pierdut     până în noiembrie 2020, când Minor Planet Center a anunțat recuperarea lui S/2003 J 9 de către Scott Sheppard în observații din septembrie 2011 până în aprilie 2018. 